# Tom Forman
Pour les articles homonymes, voir Forman.
Tom Forman est un acteur, réalisateur et scénariste américain né le 22 février 1893 dans le comté de Mitchell, Texas (États-Unis), mort le 7 novembre 1926 à Venice (Californie).

## Biographie
Tom Forman a été marié avec l'actrice Ruth King. Dépressif, Tom Forman a mis fin à ses jours par arme à feu, au domicile de ses parents à Venice (Californie).

## Filmographie

### comme acteur
- 1913 : The Treachery of a Scar
- 1913 : John, the Wagoner : Roy, le shérif député
- 1913 : Baffled, But Not Beaten
- 1913 : The Alibi
- 1913 : The Substitute Engineer
- 1914 : Orphans of the Wild
- 1914 : Virtue Is Its Own Reward (en) de Joe De Grasse : Seadley Swaine
- 1914 : Lights and Shadows (en) de Joe De Grasse
- 1915 : Young Romance (en) de George Melford : Tom Clancy
- 1915 : A Gentleman of Leisure (en) de George Melford : Sir Spencer Dreever
- 1915 : The Governor's Lady (en) : Robert Hayes
- 1915 : The Woman (en) de George Melford : Tom Blake
- 1915 : Stolen Goods (en) de George Melford
- 1915 : The Wild Goose Chase de Cecil B. DeMille : Bob Randall
- 1915 : Le Poing d'honneur (Chimmie Fadden) de Cecil B. DeMille : Antoine
- 1915 : Kindling de Cecil B. DeMille : Dr Taylor
- 1915 : The Fighting Hope (en) de George Melford : Détective Clark
- 1915 : The Puppet Crown (en) de George Melford : Lieutenant Von Mitter
- 1915 : The Marriage of Kitty (en) de George Melford : Jack Churchill
- 1915 : Out of the Darkness (en) de George Melford : Tom Jameson
- 1915 : The Explorer (en) de George Melford : George Allerton
- 1915 : Chimmie Fadden Out West de Cecil B. DeMille : Antoine
- 1915 : The Unknown (en) de George Melford
- 1916 : The Ragamuffin (en) de William C. deMille : Bob Van Dyke
- 1916 : To Have and to Hold (en) de George Melford : Lord Carnal
- 1916 : Sweet Kitty Bellairs de James Young : Lord Verney
- 1916 : The Thousand-Dollar Husband de James Young : Douglas Gordon
- 1916 : The Clown de William C. de Mille : Bob Hunter
- 1916 : Public Opinion (en) de Frank Reicher : Phillip Carson
- 1916 : Unprotected de James Young : Gordon Carroll
- 1916 : The Yellow Pawn (en) de George Melford : Philip Grant
- 1917 : The Evil Eye (en) de George Melford : Leonard Sheldon
- 1917 : The American Consul (en) de Rollin S. Sturgeon : Geoffrey Daniels
- 1917 : Une flétrissure (On Record) de Robert Z. Leonard : Rand Calder
- 1917 : Those Without Sin de Marshall Neilan : Bob Wallace
- 1917 : The Cost of Hatred de George Melford : Ned Amory
- 1917 : The Tides of Barnegat (en) de Marshall Neilan : Barton Holt
- 1917 : The Jaguar's Claws (en) de Marshall Neilan : Harry Knowles
- 1917 : Her Strange Wedding (en) de George Melford : Lee Brownell
- 1917 : Le Sacrifice de Sato (Forbidden Paths) de Robert Thornby : Harry Maxwell
- 1917 : A Kiss for Susie de Robert Thornby : Phil Burnham
- 1917 : Hashimura Togo (en) de William C. deMille : Dr Garland
- 1919 : Pour le meilleur et pour le pire (For Better, for Worse) de Cecil B. DeMille : Richard Burton
- 1919 : Louisiana (en) de Robert G. Vignola
- 1919 : The Heart of Youth (en) de Robert G. Vignola : Russ Prendergast
- 1919 : Told in the Hills (en) de George Melford : Charles Stuart
- 1920 : The Tree of Knowledge (en) de William C. deMille : Brian
- 1920 : Le loup de mer (The Sea Wolf) de George Melford : Humphrey Van Weyden
- 1920 : Fatty, l'intrépide shérif (The Round-Up) de George Melford : Jack Payson
- 1922 : White Shoulders de lui-même : Officier Pat Sullivan
- 1926 : Hoboken to Hollywood de Del Lord : Double (uncredited)
- 1926 : Devil's Dice (en) de lui-même : Oberfield

### comme réalisateur
- 1920 : The Ladder of Lies (en)
- 1920 : The Sins of Rosanne (en)
- 1921 : La Pente facile (en) (The Easy Road)
- 1921 : La Cité du silence (en) (The City of Silent Men)
- 1921 : White and Unmarried (en)
- 1921 : Les Aventures du Capitaine Barclay (en) (Cappy Ricks)
- 1921 : Il était un Prince (en) (A Prince There Was)
- 1922 : Le Retour à la terre (en) (If You Believe It, It's So)
- 1922 : White Shoulders
- 1922 : Le Repentir (Shadows)
- 1922 : The Woman Conquers
- 1923 : Money! Money! Money! (en)
- 1923 : Noblesse Oblige (en) (Are You a Failure?)
- 1923 : The Girl Who Came Back
- 1923 : The Broken Wing (en)
- 1923 : The Virginian (en)
- 1923 : April Showers
- 1924 : The Fighting American (en)
- 1924 : Roaring Rails (en)
- 1924 : The Flaming Forties
- 1925 : Flattery (en)
- 1925 : Le Courrier rouge (The Crimson Runner)
- 1925 : Off the Highway (en)
- 1925 : The People vs. Nancy Preston (en)
- 1925 : Le Train de minuit (The Midnight Flyer)
- 1926 : Whispering Canyon (en)
- 1926 : Devil's Dice (en)

### comme scénariste
- 1915 : The Desert Breed de Joe De Grasse
- 1916 : Sins of Her Parent de Frank Lloyd (histoire seulement)
- 1917 : The Trouble Buster de Frank Reicher (histoire seulement)
- 1920 : Fatty, l'intrépide shérif (The Round-Up) de George Melford
- 1923 : The Broken Wing (en)